# Massanes (Gard)
Massanes ist eine französische Gemeinde mit 195 Einwohnern (Stand: 1. Januar 2022) im Département Gard in der Region Okzitanien (vor 2016 Languedoc-Roussillon). Sie gehört zum Alès und zum Kanton Quissac.

## Geografie
Massanes liegt etwa elf Kilometer südsüdöstlich von Alès. Der Gardon (als Gardon d'Anduze) begrenzt die Gemeinde im Norden. Die Nachbargemeinden von Massanes sind Ribaute-les-Tavernes im Nordwesten und Norden, Cassagnoles im Osten und Süden sowie Cardet im Südwesten und Westen.

## Bevölkerungsentwicklung
| Jahr                       | 1962 | 1968 | 1975 | 1982 | 1990 | 1999 | 2006 | 2020 |
| -------------------------- | ---- | ---- | ---- | ---- | ---- | ---- | ---- | ---- |
| Einwohner                  | 150  | 142  | 118  | 128  | 171  | 137  | 169  | 204  |
| Quellen: Cassini und INSEE |      |      |      |      |      |      |      |      |

## Sehenswürdigkeiten
- Schloss aus dem 18. Jahrhundert
- Brunnen Estelle